# Edward Thune
Carl Edward Thune (født 21. marts 1810 i København, død 6. oktober 1885 sammesteds) var en dansk skibsklarerer, grosserer og politiker. Han var medlem af Folketinget valgt i Helsingørkredsen fra 1858 til 1863. Han blev kaldt Edward Thune eller C.E. Thune.
Thune var søn af sukkerrafinaderibestyrer og senere overgraver Jens Christian Thune og Frederikke Vilhelmine, født Volmer. Han gik i skole på Det von Westenske Institut og kom derefter i 1825 i handelslære i Helsingør. Han åbnede en købmandsforretning i Helsingør i 1835 og overtog i 1842 et skibsklareringsfirma. Da øresundstolden blev afskaffet i 1857 måtte firmaet lukke, og Thune flyttede til København hvor han i 1858 nedsatte sig som grosserer. Thune optog i 1880 Jacob B.A. Salomon, som havde været ansat siden 1864, som partner (Associé) i firmaet Edward Thune & Co. Salomon overtog firmaet efter Thunes død i 1885.
Thune var fra 1864 til 1885 handelssagkyndig dommer i Sø- og Handelsretten. Han blev i 1865 eksaminator ved dispachøreksamen og i 1866 valgt til Grosserer-Societetets komité. Han var i 1863 medstifter af Det fjerde Søforsikringsselskab og blev senere bestyrelsesmedlem i selskabet. Han var bestyrelsesmedlem i Frihandelsforeningen i 1862. Han var medlem af kontrolkomiteerne for Livsforsikringsselskabet Hafnia og De sjællandske Jernbaner fra 1873. Han var medlem af Industribankens bankråd til 1876 og heraf bankrådets næstformand fra 1869. Han var medlem af Landmandsbankens bankråd fra 1873.

## Politisk virke
Thune var politisk konservativ. Han var medlem af borgerrepræsentationen i Helsingør fra 1841 til 1857 og borgerrepræsentationens formand fra 1854.
Han blev valgt til Folketinget ved kåring i Helsingørkredsen ved folketingsvalget i 1858 og genvalgt også ved kåring ved valget i 1861. Han medlem af Finansudvalget fra 1861 til 1863. Thune udtrådte af Folketinget i 1863. Han stillede ikke op til andre folketingsvalg, men var medlem af Københavns Borgerrepræsentation fra 1863 til 1880. Han var medlem af Havnerådet og Overligningskommissionen fra 1871 og medlem af flere andre kommissioner.

## Hæder
Thune blev udnævnt til ridder af Dannebrog i 1874 og til dannebrogsmand i 1882. Han blev etatsråd i 1885.